# Kyle Harrison Breitkopf
Kyle Harrison Breitkopf (Ontario, 13 luglio 2005) è un attore canadese.

## Biografia
Ha iniziato la sua carriera da attore nel 2012 recitando in Parental Guidance con Billy Crystal. Successivamente recitó nel film I bambini di Cold Rock , e nel 2013 recitó in Catch a Christmas Star.
Con il passare del tempo, diventó un attore più noto per aver recitato nella serie tv The Whispers, interpretando il ruolo di Henry. Dal 2015 iniziò la sua carriera da doppiatore nei cartoni animati Pj Masks e Rusty Rivets.
Successivamente, nel 2017 prese parte al cast del famoso film Wonder, tratto dall'omonimo libro di R. J. Palacio e nel film Beyond The Sun.
Nel 2019 ha preso parte alla serie tv V-Wars e al nuovo film horror The Silence, diretto da John R. Leonetti, recitando con Stanley Tucci e Miranda Otto.

## Filmografia parziale
- Parental Guidance, regia di Andy Fickman (2012)
- The Whispers – serie TV, 13 episodi (2015)
- Wonder, regia di Stephen Chbosky (2017)
- Creeped Out - Racconti di paura (Creeped Out) – serie TV, 2 episodi (2018)
- V Wars – serie TV, 10 episodi (2019)
- The Silence, regia di John R. Leonetti (2019)
- Pronti a tutto (Barkskins) – serie TV, 5 episodi (2020)

## Doppiatori italiani
Nelle versioni in italiano delle opere in cui ha recitato, Kyle Harrison Breitkopf è stato doppiato da:
- Gabriele Meoni in Parental Guidance, Pronti a tutto
- Alessandro Carloni in The Whispers, The Silence
- Alessandra Cerruti in Creeped Out - Racconti di paura
- Vittorio Thermes in V Wars